# E. Goujon

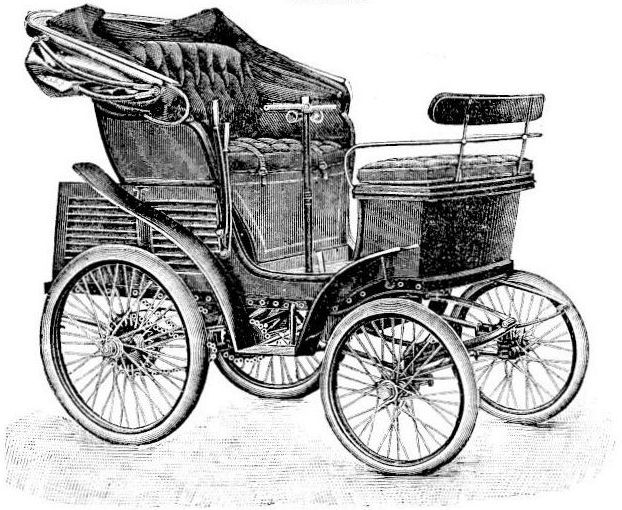
Goujon 3.5 CV (1898)

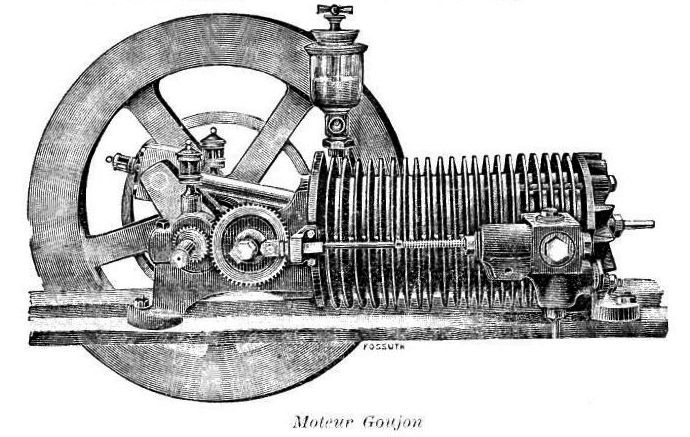
Goujon Einzylindermotor 3.5 PS (1898)

E. Goujon war ein französischer Hersteller von Automobilen.

## Unternehmensgeschichte
Das Unternehmen aus Neuilly-sur-Seine begann 1896 mit der Produktion von Automobilen. Der Markenname lautete Goujon. 1901 war das Unternehmen letztmals auf dem Pariser Automobilsalon präsent. Im gleichen Jahr endete die Produktion.

## Fahrzeuge
Das erste Modell war mit einem selbst entwickelten, luftgekühlten Einzylindermotor mit 3,5 PS im Heck, Dreiganggetriebe und Riemenantrieb ausgestattet. Der Motor hatte eine Drehzahl 450/min. Die Karosserieform Vis-à-vis bot Platz für vier Personen. Das Gesamtgewicht blieb unter 500 kg. Der Verkaufspreis lag je nach Ausstattung zwischen 5.000 und 6.000 francs. Änderungen während der Bauzeit blieben gering.
Ab 1901 wurden ein Vierganggetriebe verwendet und die Motorleistung mit 5 PS angegeben.